# Pleurothallis cardiocrepis
Pleurothallis cardiocrepis är en orkidéart som beskrevs av Heinrich Gustav Reichenbach. Pleurothallis cardiocrepis ingår i släktet Pleurothallis och familjen orkidéer.
Artens utbredningsområde är Peru. Inga underarter finns listade i Catalogue of Life.

## Bildgalleri

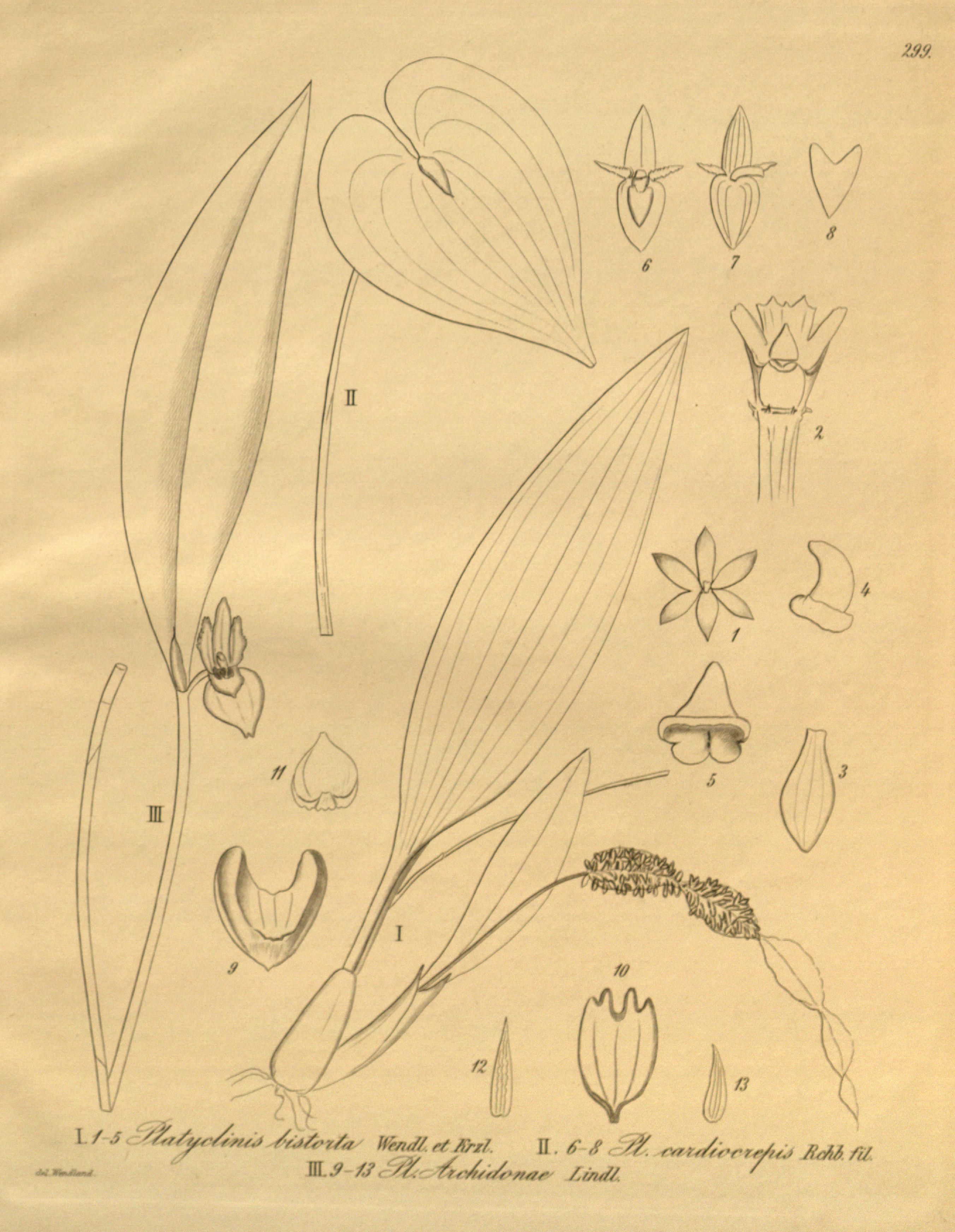